# Radulfo di Sutri
Radulfo (a volte Rodolfo; in latino Radulfus) (... – c. 1198) è stato un vescovo cattolico tedesco.

## Biografia
Prelato di origine tedesca strettamente legato all'imperatore Federico I e alla sua famiglia, divenne vescovo di Sutri in un periodo compreso tra il 1179 (ultima menzione documentale del suo predecessore Giovanni IV di Sutri) e il 1194 (prima menzione di Radulfo come vescovo di Sutri).
Nel marzo 1195 a Bari raccolse il voto dell’imperatore Enrico VI di farsi crociato (tuttavia Enrico non prese mai parte a una crociata a causa della sua prematura scomparsa).
Durante la disputa sul trono tedesco, Filippo di Svevia si rivolse a Radulfo affinché intercedesse per lui presso i pontefici Celestino III, prima, e Innocenzo III, poi, per ottenere l’assoluzione dalla scomunica che gli era stata comminata per aver occupato e devastato terre del Patrimonio di San Pietro durante il regno del fratello. Innocenzo III decise perciò di inviare Radulfo stesso e l’abate del monastero romano di Sant’Anastasio come legati pontifici in Germania per assolvere in sua vece Filippo, a condizione che questi rilasciasse l’arcivescovo di Salerno, da lui tenuto prigioniero, e giurasse di obbedire all’ingiunzione papale circa i fatti che avevano portato alla sua scomunica. Tuttavia Radulfo, a dimostrazione dei forti legami con gli Svevi, tradì la fiducia del pontefice e assolse Filippo senza imporgli alcuna condizione. A causa della sua condotta, al suo rientro Radulfo fu spogliato della sua dignità vescovile e rinchiuso in un monastero su un'isola, dove ille feliciter vitam finivit.